# سیمون تیشر
سیمون تیشر (به آلمانی: Simon Tischer) (زاده ۲۴ آوریل ۱۹۸۲ در شوبیش گموند) بازیکن والیبال اهل آلمان عضو سابق تیم ملی والیبال آلمان و بازیکن فعلی باشگاه لیون فرانسه است.